# 그레고리오 로사 차베스
그레고리오 로사 차베스(스페인어: Gregorio Rosa Chávez, 1942년 9월 3일 - )는 엘살바도르의 로마 가톨릭교회 고위 성직자이다. 현재 산살바도르 대교구의 보좌 주교이다. 그는 살해당한 오스카르 아르눌포 로메로 대주교의 긴밀한 협력자였다.
2017년 6월 28일 교황 프란치스코에 의해 엘살바도르인으로는 최초로 추기경에 서임되었다. 추기경에 서임되는 이는 주로 교구장 주교였기 때문에 보좌 주교가 추기경에 서임된 경우는 이례적이다.
모국어인 스페인어 외에도 프랑스어를 구사할 수 있으며, 영어와 포르투갈어에 대해서는 약간의 지식이 있다.